# Skogsren
Skogsren (Rangifer tarandus fennicus), som även benämns skogsvildren, är en underart till renen som förekommer i Finland och ryska delar av Karelen.

## Kännetecken
Underarten skiljer sig från renens nominatform (Rangifer tarandus tarandus) genom en cirka 15 cm större mankhöjd och tydlig längre extremiteter. Dessa kännetecken tolkas som biologiska anpassningar till livet i skogar. Taigan har i jämförelse med den trädfattiga tundran ett större och mjukare snötäcke. Dessutom är skogsrenens skalle längre och smalare än nominatformens skalle. Hornen står mindre åt sidan än hos R. t. tarandus

## Utbredningsområde och beståndsutveckling
Tidigare förekom skogsrenen i större delar av nordöstra Europa, under 1500-talet fanns den till och med i delar av Polen. I delar av Finland var underarten fram till 1700-talet mycket talrik (med undantag av den södra slätten vid kusten) men utrotades sedan genom jakt. Innan var skogsrenen i norra Finland den största källan för kött. Avel av den halvdomesticerade nominatformen skedde under denna period bara i nordvästra Finland. Efter skogsrenens utrotning övertog R. t. tarandus platsen i övriga delar av norra Finland. När underarten 1913 fridlystes i Finland var den redan utrotad i hela landet. Dagens finska population grundar sig på individer som under 1940-talet invandrade från Sovjetunionen. Idag finns två vitala och två mindre populationer i Finland, de första två i Kajanaland (året 2006: ungefär 1 000 individer) respektive i skogar på åsen Suomenselkä i västra Finland (omkring 1 400 individer), den tredje nära staden Lieksa i Norra Karelen (en till två dussin individer) och den sista i Pedersöre i Österbotten (knappt 40 individer). Beståndet i ryska Karelen uppskattades år 2002 till ca 3000 skogsvildrenar. Sedan 1996 tillåts åter jakt på skogsren i Finland.
Skogsvildrenen fanns även i Sverige men underarten utrotades så sent som i slutet av 1800-talet. Den kände svenske zoologen Einar Lönnberg, som beskrev underarten vetenskapligt och gav skogsvildrenen sitt vetenskapliga namn Rangifer tarandus fennicus, konstaterade redan år 1909 att det knappast kan finnas några tvivel om att det, förutom vild fjällren Rangifer tarandus tarandus, även fanns skogsvildren i Sverige så sent som i slutet av 1800-talet.  Återintroduktion av skogsvildren till Sveriges natur har förts på tal vid flera tillfällen. Se vidare Återintroduktion av vildren i Sverige.

## Skogsrenens ursprung
Vid slutet av Weichselistiden för ungefär 9 000 år sedan flyttade renar från Centraleuropa till Fennoskandinavien och utvecklades till dagens nominatform. Skogsrenen invandrade först för 7 000 år sedan, troligen från Sibirien. Den ökade sitt utbredningsområde stegvis tillsammans med sitt habitat, den boreala barrskogen, och flyttade så längre norrut. I äldre publikationer uppges att skogsrenen utvecklade sig av underarten Rangifer tarandus constantini som levde under pleistocen. Efter nyare fylogenetiska undersökningar av individernas mitokondriella DNA uppkom tesen att skogsrenen och nominatformen bildades av två olika populationer från senaste istiden. Skillnaderna i underarternas anatomi uppkom senare under holocen. I vissa delar av skogsrenens utbredningsområde träffar båda underarterna tillsammans och där förekommer ibland hybrider. För att undvika en fortsatt blandning mellan skogsren och halvdomesticerade renar byggdes till exempel i Kajanaland ett 83 km långt staket som skiljer underarterna från varandra.